# Oliver Poole (1er baron Poole)
Oliver Brian Sanderson Poole (11 août 1911 - 28 janvier 1993), est un homme politique, soldat et homme d'affaires du Parti conservateur britannique.

## Jeunesse
Oliver Brian Sanderson Poole est né à 6 Montagu Mansions, St Marylebone, Londres, le 11 août 1911, le seul enfant de Donald Louis Poole, courtier d'assurance et membre du Lloyd's de Londres, et de sa femme Therese Lillian Frodsham. Il fait ses études au Collège d'Eton et à Christ Church, à Oxford, où il joue au polo pour l'université. Il obtient en 1932 un baccalauréat ès arts (BA).

## Service militaire
Poole sert dans les Life Guards pendant neuf mois, et est nommé officier dans le Warwickshire Yeomanry en 1934. Pendant la Seconde Guerre mondiale, il combat en Syrie, en Irak, en Afrique du Nord, en Italie et en Europe du Nord-Ouest, devenant colonel dans l'armée britannique dans le 21e Groupe d'armées . Il est mentionné trois fois dans des dépêches. Il est nommé à l'Ordre de l'Empire britannique en tant que membre (militaire) le 18 février 1943, et est promu officier (militaire) le 16 septembre de cette année-là, et commandant (militaire) le 11 octobre 1945. Il est également nommé à la Légion américaine du mérite comme légionnaire « en reconnaissance de services distingués dans la cause des Alliés » le 15 mars 1945 et à l'Ordre néerlandais d'Orange-Nassau avec des épées (dénotant la division militaire) en tant que commandant le 16 janvier 1947.

## Carrière politique
Poole est élu député d'Oswestry aux élections générales de 1945, mais perd son siège aux élections générales de 1950. Il est plus tard co-trésorier honoraire du Parti conservateur de 1952 à 1955, son président de 1955 à 1957, son vice-président de 1957 à 1959, son coprésident avec Iain Macleod en 1963 et son vice-président de 1963 à 1964. Dans les honneurs d'anniversaire de 1958, il est élevé à la pairie, et créé le 11 juillet baron Poole, d'Aldgate dans la ville de Londres. Lors des honneurs d'anniversaires de 1963, il est admis au Conseil privé.

## Carrière dans les affaires
En 1933, Poole rejoint une entreprise d'entrepreneurs en construction à Birmingham. Il rejoint ensuite l'entreprise familiale, John Poole & Son Ltd, courtiers d'assurance, dans la ville, en 1939, et devient membre de Lloyds. En 1950, il rejoint S. Pearson & Sons Ltd à l'invitation de son ami Weetman Pearson, 3e vicomte Cowdray, et en devient le directeur général. Il supervise l'expansion de l'entreprise grâce à l'acquisition du Financial Times, de Penguin Books, de Longman, du Château Latour et de Royal Doulton. De 1950 à 1965, il est administrateur de Lazard Brothers & Co, une banque d'affaires londonienne dans laquelle Pearsons détient 80% des actions, et en est le président de 1965 à 1973. Il est également membre du conseil d'administration de Fiat, à Turin, en 1972.

## Famille
Poole épouse Betty Margaret, fille du capitaine Dugald Stewart Gilkison, le 6 septembre 1933. Ils ont un fils et trois filles: Caroline, Alison Victoria, Sheila Marian et David Charles. Ils divorcent en 1951. Il épouse Daphne Wilma Bowles, fille d'Eustace Bowles, le 9 mai 1952. Ils n'ont pas d'enfants et divorcent en 1965. Il épouse Barbara Ann Taylor, la fille unique d'EA Taylor, le 4 avril 1966. Ils n'ont pas d'enfants.
Poole est confiné à un fauteuil roulant après avoir subi un accident vasculaire cérébral en 1974. Il passe des étés dans sa villa de Castellina in Chianti, en Toscane. Il est mort d'une bronchopneumonie à son domicile au 24 Campden Hill Gate à Kensington, Londres, le 28 janvier 1993. Son fils David lui succède comme baron.